# Højen

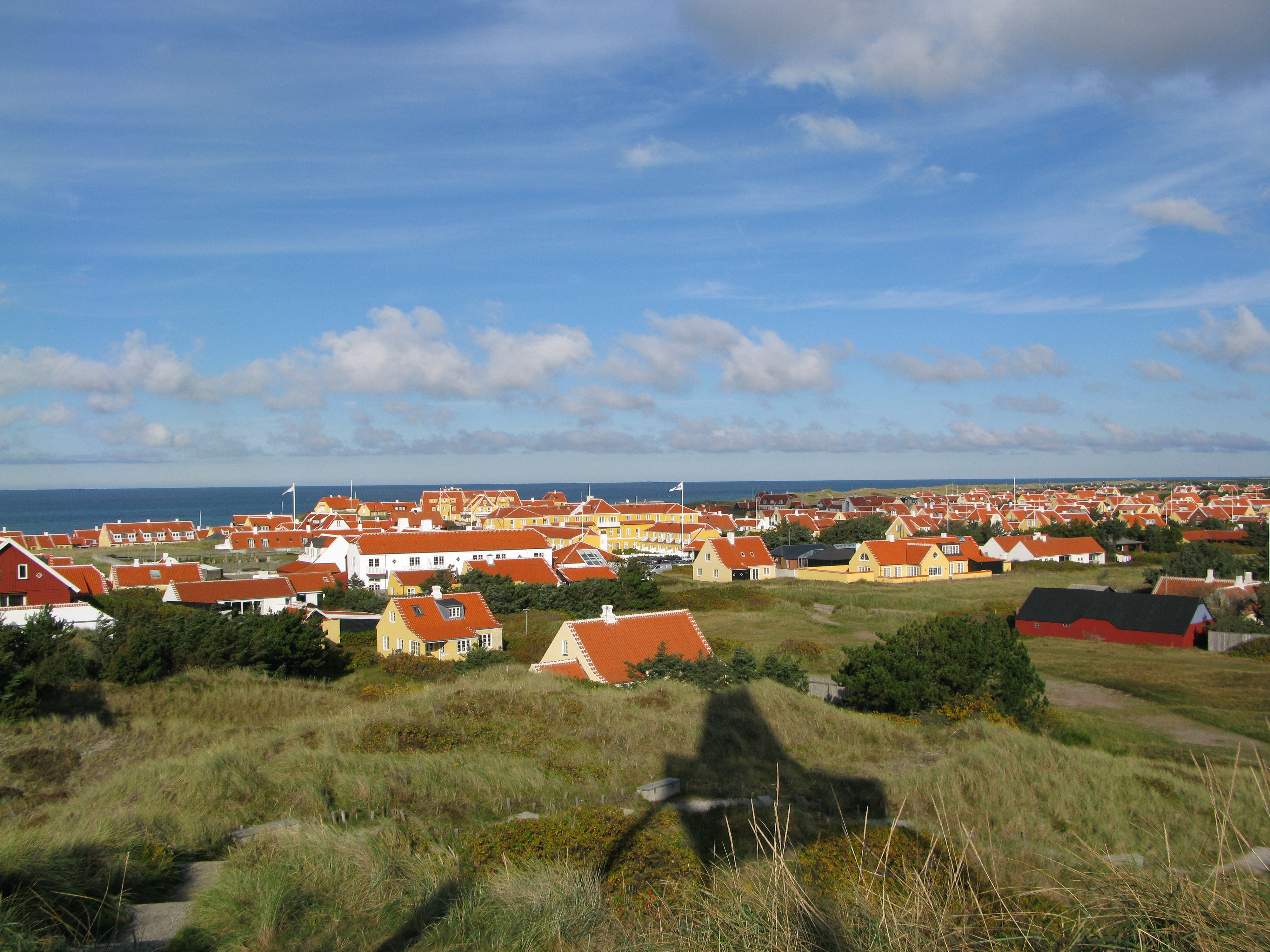
Højen

Højen ou Gammel Skagen, située sur la côte Ouest du Skagen Odde, est une ancienne communauté de pêche qui fait maintenant partie de la ville de Skagen dans l'extrême Nord du Jutland, Danemark.

## Histoire
Le premier bâtiment de la zone de Skagen est construit à Højen au XIIe siècle. Il appartient au berger Tronder qui devient le premier pêcheur de Skagen. Højen est la principale communauté de la péninsule jusqu'en environ 1340 quand elle est dépassée par ce qui est maintenant Vesterby. La première référence documentée d'Højen date du XVe siècle alors que c'était un hameau de pêche. En 1884, une balise est installée pour guider les pour guider les marins vers le phare sur la pointe de Skagen Odde. En 1892 un phare est construit à Højen, phare qui fonctionne jusqu'en 1956 quand il est remplacé par le phare ouest de Skagen ; il est démoli en 1956. Une station de sauvetage en mer est ouverte en 1865 à Gammel Skagen. À partir de la fin du XIXe siècle Højen devient une destination touristique populaire. En 1888, Rudolph Jeckel ouvre l'hôtel Jeckels Hotel et en 1904 l'actuel Hôtel Ruth (Ruths Hotel) est ouvert par Hans Ruth sous le nom de Badepensionat Vesterhus . D'autres petits hôtels ouvriront plus tard.

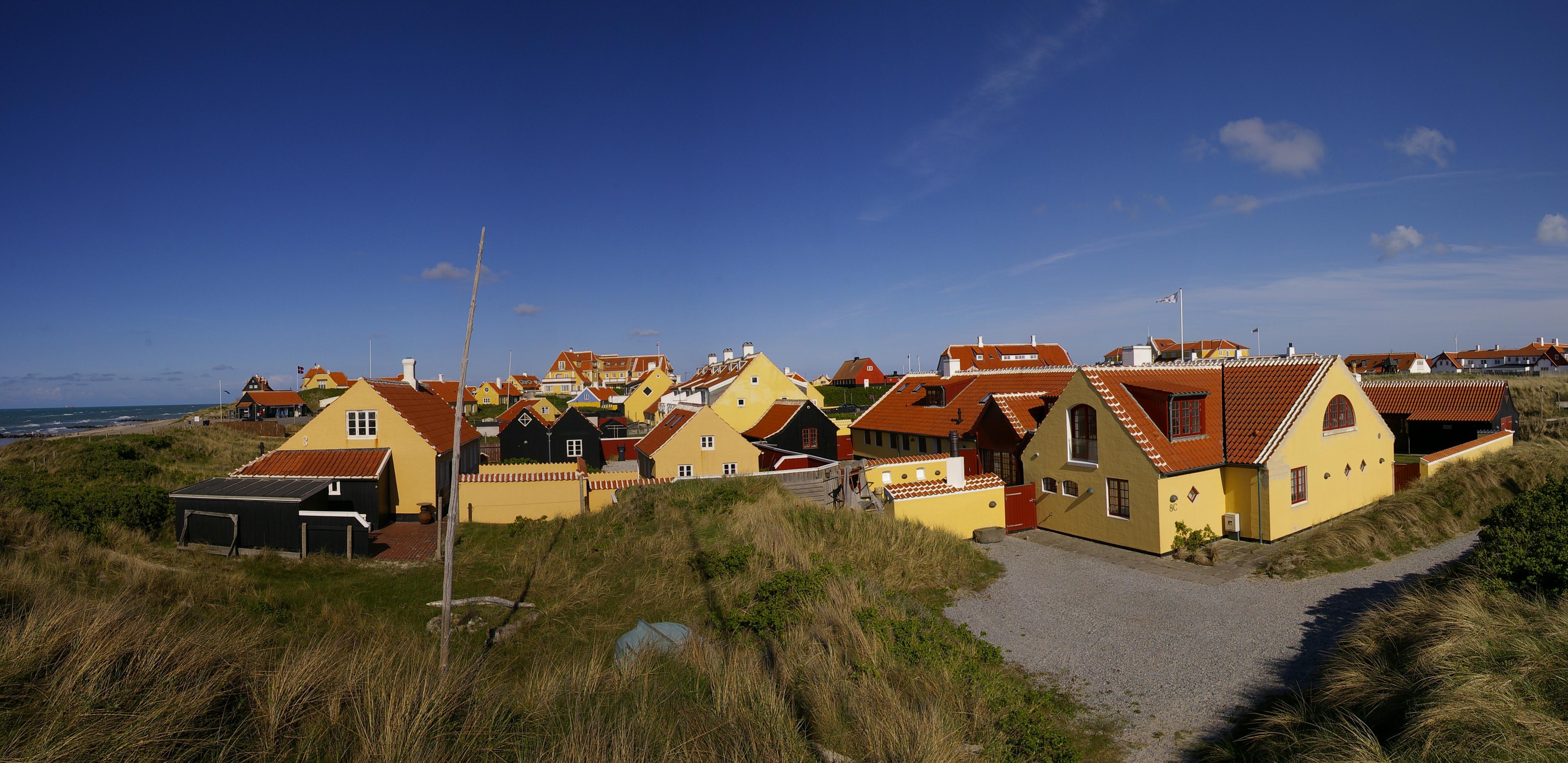
Maisons au plâtre jaune et aux toits rouges liserés de blanc d'Højen

Jusqu'en 2005, Højen était une gare de la Skagensbanen, ligne ferroviaire ouverte en 1890 reliant Frederikshavn à Skagen.
Avec le temps les parties les plus anciennes d'Højen ont été détruites par l’érosion côtière alors que le reste des bâtiments a souffert des effets du sable. Il y eut pendant une période une population florissante de 800 personnes mais ce chiffre est tombé à 30 à cause de ces difficultés.

## Højen auXIXesiècle
Aujourd'hui Højen conserve son apparence d'un village de pêcher du XIXe siècle. Les touristes sont attirés par les plages de Nordstrand sur la Mer du Nord. La plage est propre à la baignade malgré la présence de pierres.

## Højen dans les arts

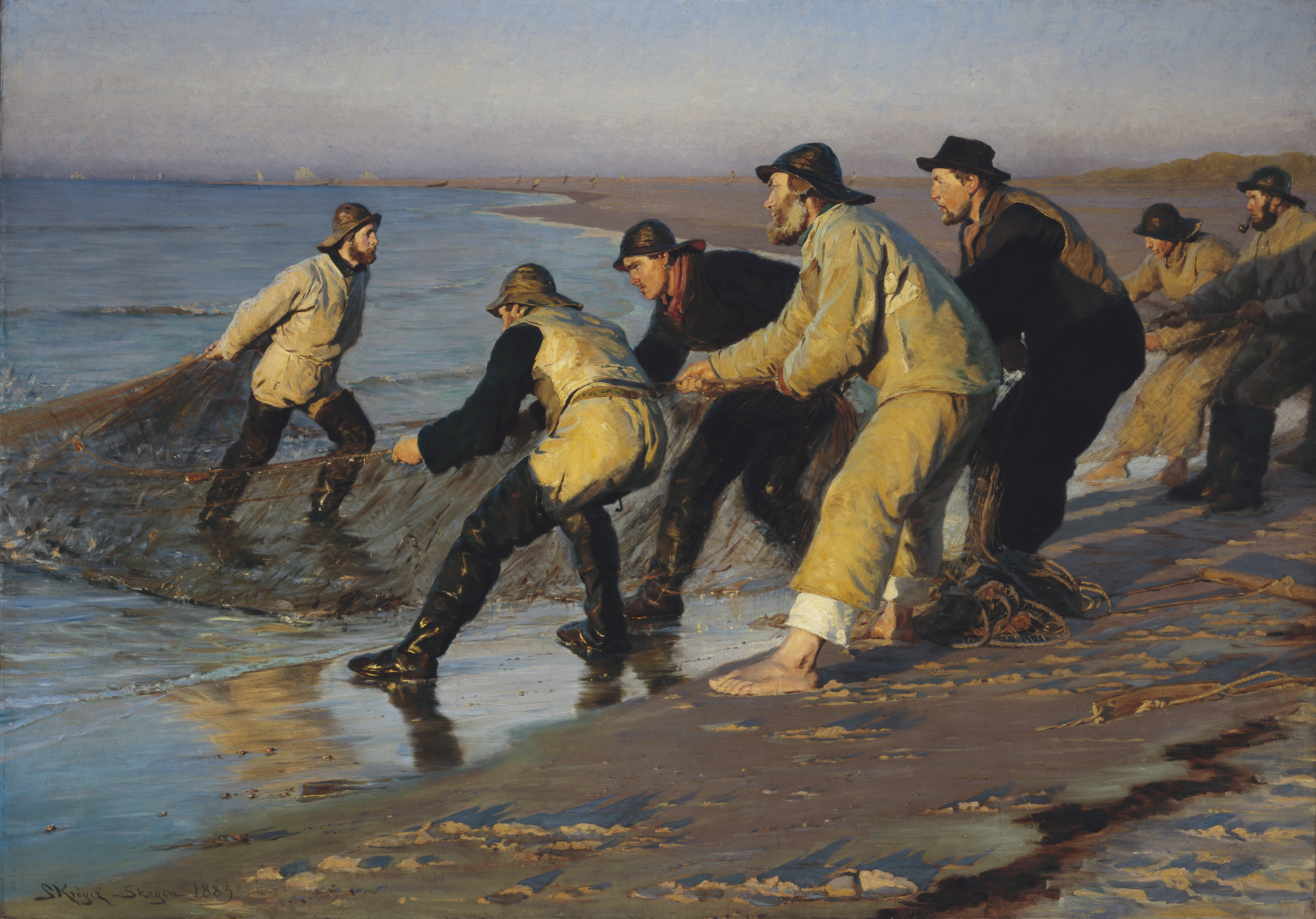
P.S. Krøyer : Pêcheurs transportant des filets

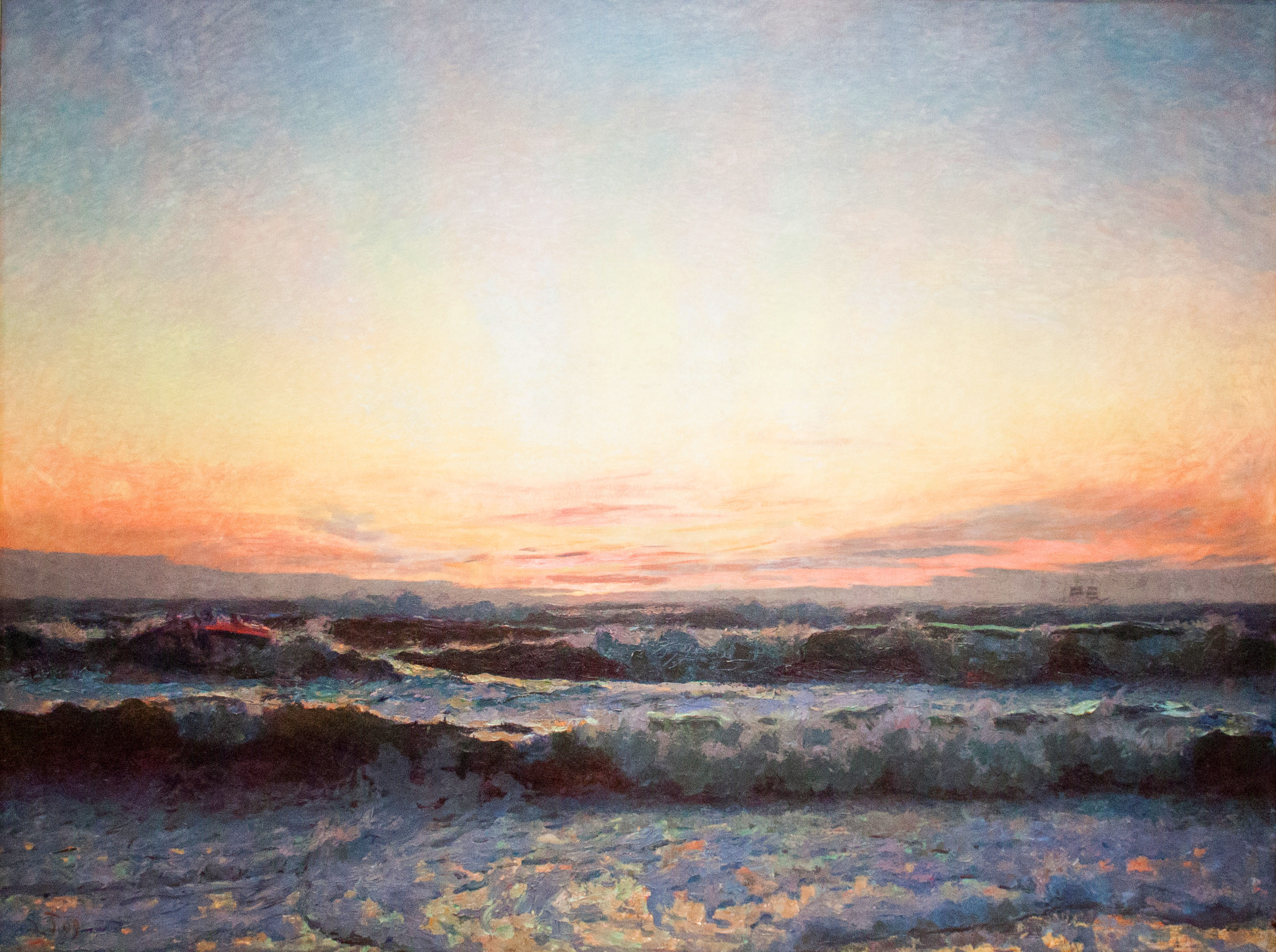
Laurits Tuxen : La mer du Nord dans une tempête

P.S. Krøyer, est des peintres de Skagen, a peint un tableau représentant des pêcheurs sur la plage d'Højen. Sont tableau Pêcheurs transportant des filets (Krøyer fiskere trækker vod) a été peint en 1883. En 1909, Laurits Tuxen peint une mer sous la tempête à Højen.